# Constantin Brâncoveanu
Constantin Brâncoveanu (1654 – 15. srpna 1714) byl valašský knížetem v letech 1688 až 1714. Zemřel mučednickou smrtí v osmanském zajetí a roku 1992 byl prohlášen za pravoslavného svatého.

## Původ
Brâncoveanu, potomek bojarské rodiny Craiovești a dědic značné části majetku Mateie Basaraba po svém dědovi Predovi, se narodil na panství Brâncoveni a vyrůstal v domě svého strýce, Constantina Cantacuzina. Na trůn se dostal po smrti svého strýce, knížete Şerbana Cantacuzina. Zpočátku ho podporovali jeho strýcové z matčiny strany Constantin a Mihai Cantacuzino, ale v průběhu své vlády se od nich stále více odřezával. Constantin Cantacuzino se nakonec od dvora stáhl na jedno ze svých panství a začal obhajovat kandidaturu svého syna Stefana na trůn.

## Kulturní politika
Brâncoveanu byl velkým mecenášem kultury. Za jeho vlády bylo vytištěno mnoho rumunských, řeckých, bulharských, arabských, tureckých a gruzínských knih poté, co byla v Bukurešti založena tiskárna - instituce, na kterou dohlížel Anthim Iberian. V roce 1694 založil také Královskou akademii v Bukurešti. Kvůli jeho zásluhám na prohlubování rumunské vzdělanosti dnes univerzita v Pitești nese jeho jméno.
Architektonický a výtvarný styl staveb jeho doby, který spojuje místní tradici, novobyzantský sloh a inovativní myšlenky italské renesance, je někdy nazýván brancoveanský styl. Nejdokonalejším a nejzachovalejším jeho příkladem je klášter Hurezi, zapsaný UNESCO na seznam památek světového dědictví. Tam Brâncoveanu zamýšlel mít svou hrobku. K dalším příkladům patří palác Mogoșoaia.

## Spor s Osmany a smrt
Kníže Constantin hledal spojence k vytvoření protiosmanské koalice. Vyjednával nejprve s Habsburskou monarchií a poté s Ruským impériem Petra Velikého. Když vypukla rusko-turecká válka (1710–1711) a Rusové intervenovali v Moldavsku, Constantin kontaktoval cara Petra. Avšak jeho rivalita s moldavským knížetem Dimitrijem Cantemirem (hlavním regionálním spojencem Rusů) bránila vývoji jednání. Brâncoveanu shromáždil valašské jednotky v Urlați poblíž moldavských hranic s tím, že v případě vstupu Rusů do země by se případně k nim mohli Valaši připojit v boji proti Turkům. Když ale několik jeho bojarů uprchlo do ruského tábora v Moldavsku a nezdálo se, že Rusové hodlají překročit moldavsko-valašské hranice, nechtěl riskovat osamělý spor s Osmany a rychle vrátil dary, které dostal od ruského cara. Jednání s Rusy tím byla ukončena.
Navzdory tomu osmanská vysoká porta usoudila, že Brâncoveanu je zrádce a byl sesazen z trůnu sultánem Ahmedem III. Byl zatčen a odvezen do Istanbulu, kde byl roku 1714 uvězněn v pevnosti Yedikule. Tam byl také mučen. Osmané patrně doufali, že prozradí skrýš obrovského bohatství, které údajně nashromáždil. To však patrně nikdy neexistovalo. On a jeho čtyři synové byli sťati ve stejný den. On i jeho synové přitom odmítli přestoupit na islám, čímž by se stětí vyhnuli. Podle Constantinova sekretáře Antona Maria Del Chiara byly jejich hlavy poté nošeny na tyčích ulicemi Istanbulu, což ve městě prý vyvolalo velké nepokoje lidu rozhořčeného nespravedlností spáchanou na knížeti. Těla pak byla prý vhozena do Bosporu. Křesťanští rybáři je měli vylovit a pohřbít je v klášteře Halchi v blízkosti města.
Okolnosti jeho smrti vedly k jeho svatořečení. V červnu 1992 o něm rozhodla synoda rumunské pravoslavné církve. Svatost jeho a jeho synů uznávají všechny východní pravoslavné církve.